# 夢弦館
有限会社夢弦館（むげんかん）は、かつて埼玉県所沢市に存在した日本の企業。アニメーション制作会社であったが、作画作業を主な事業内容とした。

## 概要
東映動画出身の椛島義夫がAプロダクション、スタジオ古留美を経て1992年（平成4年）7月に設立したアニメーション制作会社である。
『ドラえもん』や『クレヨンしんちゃん』など、シンエイ動画作品に参加することが多かった。2017年（平成29年）7月15日に創業者であり代表取締役社長の椛島義夫が死去したことに伴い、同年10月31日を以って廃業し、解散することとなった。

## 主な参加作品

### テレビシリーズ
- ドラえもんシリーズ
  - ドラえもん (1979年のテレビアニメ) （1979年 - 2005年）
  - ドラえもん (2005年のテレビアニメ) （2005年 - ）
- クレヨンしんちゃん （1992年 - ）
- みかん絵日記 （1992年-1993年）
- ミラクル☆ガールズ （1993年）
- モンタナ・ジョーンズ （1994年 - 1995年）
- 赤ずきんチャチャ （1994年 - 1995年）
- キャプテン翼J （1994年 - 1995年）
- 名探偵コナン （1996年 - ）
- 赤ちゃんと僕 （1996年 - 1997年）
- エルフを狩るモノたちⅡ （1997年）
- 忍ペンまん丸 （1997年）
- はれときどきぶた （1997年 - 1998年）
- ポケットモンスター （1997年 - 2002年）
- キョロちゃん （1999年-2001年）
- 陽だまりの樹 （2000年）
- ジャングルはいつもハレのちグゥ （2001年）
- ラーゼフォン （2002年）
- らいむいろ戦奇譚 （2002年）
- あたしンち （2002年 - 2009年）
- わがまま☆フェアリー ミルモでポン! （2002年 - 2003年）
- おもいっきり科学アドベンチャー そーなんだ! （2003年 - 2004年）
- かいけつゾロリ （2004年）
- 焼きたて!!ジャぱん （2005年）
- 無敵看板娘 （2006年）
- 白い恋人 （2006年）
- 天元突破グレンラガン （2007年）※社名ノークレジット
- しゅごキャラ! （2007年 - 2008年）
- キクちゃんとオオカミ （2008年）
- チーズスイートホーム （2008年）
- 恋姫†無双  （2008年）
- 鋼の錬金術師 FULLMETAL ALCHEMIST （2009年 - 2010年）※社名ノークレジット
- ご姉弟物語 （2009年 - 2010年）
- FAIRY TAIL （2009年 - ）
- クプ〜!!まめゴマ! （2009年）
- ひめチェン!おとぎちっくアイドル リルぷりっ （2010年 - 2011年）
- おおきく振りかぶって 〜夏の大会編〜 （2010年）
- ジュエルペット サンシャイン （2011年 - ）
- 星空へ架かる橋 （2011年）
- うたの☆プリンスさまっ♪ マジLOVE1000% （2011年）
- 青の祓魔師 （2011年）
- ベン・トー （2011年）
- 侵略!?イカ娘 （2011年）
- いつか天魔の黒ウサギ （2011年）
- 星空へ架かる橋 （2011年）
- ラストエグザイル-銀翼のファム- （2011年）
- ちはやふる （2011年 - 2012年）
- 新テニスの王子様 （2012年）
- エリアの騎士 （2012年）
- エウレカセブンAO （2012年）
- ふるさと再生 日本の昔ばなし （2012年）
- 夏雪ランデブー （2012年）
- シャイニング・ハーツ 〜幸せのパン〜 （2012年）
- もやしもん リターンズ （2012年）
- イクシオン サーガ DT （2012年）
- 戦国コレクション （2012年）
- カードファイト!! ヴァンガード アジアサーキット編 （2012年）
- AKB0048 （2012年）
- 好きっていいなよ。 （2012年）
- 戦姫絶唱シンフォギア （2012年）
- 惡の華 （2013年）
- LINE TOWN （2013年）
- まおゆう魔王勇者 （2013年）
- 問題児たちが異世界から来るそうですよ? （2013年）
- 俺の彼女と幼なじみが修羅場すぎる （2013年）
- 魔界王子 devils and realist （2013年）
- 凪のあすから （2013年）
- アウトブレイク・カンパニー （2013年）
- 宇宙兄弟 （2013年）
- DIABOLIK LOVERS （2013年）
- やはり俺の青春ラブコメはまちがっている。 （2013年）
- BROTHERS CONFLICT （2013年）
- サーバント×サービス （2013年）
- デュエル・マスターズ シリーズ （2014年-）
  - デュエル・マスターズ VS （2014年-2015年）
  - デュエル・マスターズ VSR （2015年-2016年）
  - デュエル・マスターズ VSRF （2016年-2017年）
  - デュエル・マスターズ（2017年） （2017年）
- となりの関くん （2014年）
- 黒執事 Book of Circus （2014年）
- マンガ家さんとアシスタントさんと （2014年）
- 少年ハリウッド -HOLLY STAGE FOR 49- （2014年）
- Fate/kaleid liner プリズマ☆イリヤ ツヴァイ！ （2014年）
- デンキ街の本屋さん （2014年）
- 怪盗ジョーカー （2014年）
- 暁のヨナ （2014年）
- WORKING!!! （2015年）
- カードファイト!! ヴァンガードG （2015年）
- 青春×機関銃 （2015年）
- 新あたしンち （2015年）
- ブレイブビーツ （2015年）
- サザエさん （2015年-2017年）
- 双星の陰陽師 （2016年）
- フリップフラッパーズ （2016年）
- 終末のイゼッタ （2016年）
- WWW.WORKING!! （2016年）
- Dimension W （2016年）
- パズドラクロス （2016年）
- ディバインゲート （2016年）
- ユーリ!!! on ICE （2016年）
- ドリフェス! （2016年-2017年）
- 青の祓魔師 京都不浄王篇 （2017年）
- コンビニカレシ （2017年）
- 異世界はスマートフォンとともに。 （2017年）
- 賭ケグルイ （2017年）
- 牙狼-GARO- -VANISHING LINE- （2017年）
- 恐竜少女ガウ子 （2017年）
- ブレンド・S （2017年）
- 神撃のバハムート VIRGIN SOUL （2017年）

### OVA
- 秘境探検ファム&イーリー （1995年）
- ぶっとび!!CPU （1997年）
- サクラ大戦 桜華絢爛 第二幕 （1998年）
- アニメーション制作進行くろみちゃん （第1作：2001年）
- 名探偵コナン　第9作目「10年後の異邦人」 （2009年）
- 史上最強の弟子ケンイチ 闇の襲撃 （2013年）
- リトル ウィッチ アカデミア （2014年）
- みツわの （2014年）
- ノゾ×キミ （2014年）
- パロルのみらい島 （2014年）
- 姉ログ 靄子姉さんの止まらないモノローグ （2015年）

### WEBアニメ
- アニメで分かる心療内科 （2015年）
- クレヨンしんちゃん外伝 エイリアン vs. しんのすけ（2016年）
- クレヨンしんちゃん外伝 おもちゃウォーズ（2016年）

### 劇場映画
- 映画ドラえもんシリーズ
  - ドラえもん のび太とブリキの迷宮 （1993年）
  - ドラえもん のび太と夢幻三剣士 （1994年）
  - ドラえもん のび太の創世日記 （1995年）
  - ドラえもん のび太と銀河超特急 （1996年）
  - ドラえもん のび太のねじ巻き都市冒険記 （1997年）
  - ドラえもん のび太の南海大冒険 （1998年）
  - ドラえもん のび太の宇宙漂流記 （1999年）
  - ドラえもん のび太の太陽王伝説 （2000年）
  - ドラえもん のび太と翼の勇者たち （2001年）
  - ドラえもん のび太とロボット王国 （2002年）
  - ドラえもん のび太とふしぎ風使い （2003年）
  - ドラえもん のび太のワンニャン時空伝 （2004年）
  - ドラえもん のび太の恐竜2006 （2006年）
  - ドラえもん のび太の新魔界大冒険 〜7人の魔法使い〜 （2007年）
  - ドラえもん のび太と緑の巨人伝 （2008年）
  - ドラえもん のび太の人魚大海戦 （2010年）
  - ドラえもん のび太のひみつ道具博物館 （2013年）
  - ドラえもん 新・のび太の日本誕生 （2016年）
- 映画クレヨンしんちゃんシリーズ
  - クレヨンしんちゃん ヘンダーランドの大冒険 （1996年）
  - クレヨンしんちゃん 暗黒タマタマ大追跡 （1997年）
  - クレヨンしんちゃん 電撃!ブタのヒヅメ大作戦 （1998年）
  - クレヨンしんちゃん 嵐を呼ぶジャングル （2000年）
  - クレヨンしんちゃん 嵐を呼ぶ モーレツ!オトナ帝国の逆襲 （2001年）
  - クレヨンしんちゃん 嵐を呼ぶ アッパレ!戦国大合戦 （2002年）
  - クレヨンしんちゃん 嵐を呼ぶ 栄光のヤキニクロード （2003年）
  - クレヨンしんちゃん 伝説を呼ぶ 踊れ!アミーゴ! （2006年）
  - クレヨンしんちゃん 嵐を呼ぶ 歌うケツだけ爆弾! （2007年）
  - クレヨンしんちゃん 超時空!嵐を呼ぶオラの花嫁 （2010年）
  - クレヨンしんちゃん バカうまっ!B級グルメサバイバル!! （2013年）
  - クレヨンしんちゃん ガチンコ!逆襲のロボとーちゃん （2014年）
  - クレヨンしんちゃん オラの引越し物語 サボテン大襲撃 （2015年）
  - クレヨンしんちゃん 爆睡!ユメミーワールド大突撃 （2016年）
- ルパン三世 くたばれ!ノストラダムス （1995年）
- 映画 忍たま乱太郎 （1996年）
- こちら葛飾区亀有公園前派出所 THE MOVIE （1999年）
- 劇場版ポケットモンスターシリーズ
  - 劇場版ポケットモンスター 幻のポケモン ルギア爆誕 （1999年）
  - ピチューとピカチュウ （2000年）
  - 劇場版ポケットモンスター 結晶塔の帝王 ENTEI （2000年）
  - 劇場版ポケットモンスター セレビィ 時を超えた遭遇 （2001年）
  - 劇場版ポケットモンスター アドバンスジェネレーション ミュウと波導の勇者 ルカリオ （2005年）
  - 劇場版ポケットモンスター アドバンスジェネレーション ポケモンレンジャーと蒼海の王子 マナフィ （2006年）
  - 劇場版ポケットモンスター ダイヤモンド&パール ディアルガVSパルキアVSダークライ （2007年）
- 映画おじゃる丸 約束の夏 おじゃるとせみら （2000年）
- 千と千尋の神隠し （2001年）
- 映画あたしンち （2003年）
- 名探偵コナン 探偵たちの鎮魂歌 （2006年）
- 劇場版 どうぶつの森 （2006年）
- 劇場版3D あたしンち 情熱のちょ〜超能力♪ 母大暴走! （2010年）
- 宇宙ショーへようこそ （2010年）

## 関連人物
- 椛島義夫
- 西村貴世
- 山下宗幸
- 井上香織
- 吉田誠
- 氏家友和
- 山崎絵里
- 小林麻衣子